# Capçaleres del Foix
Capçaleres del Foix este o arie protejată (arie specială de conservare — SAC, sit de importanță comunitară — SCI, arie de protecție specială avifaunistică — SPA) din Spania întinsă pe o suprafață de 2.176,7 ha, integral pe uscat.

## Localizare
Centrul sitului Capçaleres del Foix este situat la coordonatele 41°26′26″N 1°35′11″E / 41.4406°N 1.5864°E.

## Înființare
Situl Capçaleres del Foix a fost declarat sit de importanță comunitară în septembrie 2006 pentru a proteja 40 de specii de animale. Alte tipuri de protecție:
- arie de protecție specială avifaunistică (în septembrie 2006)[3]
- arie specială de conservare (în noiembrie 2014)[2][4][5]

## Biodiversitate
Situată în ecoregiunea mediteraneană, aria protejată conține 11 habitate naturale: Vegetație gipsofilă iberică (Gypsophiletalia), Pante stâncoase calcaroase cu vegetație casmofită, Galerii de Salix alba și de Populus alba, Păduri iberice de Quercus faginea și Quercus canariensis, Păduri de pin (sub-) mediteraneene cu pini negri endemici, Păduri de pin mediteraneene cu pini mezogeni endemici, Liziere de ierburi înalte hidrofile de câmpie și de nivel montan până la alpin, Tufărișuri termo-mediteraneene și de pre-deșert, Păduri de Quercus ilex și Quercus rotundifolia, Pajiști umede mediteraneene cu ierburi înalte de Molinio-Holoschoenion, Matorral arborescenți cu Juniperus spp..
La baza desemnării sitului se află mai multe specii protejate:
- păsări (27): uliu porumbar (Accipiter gentilis gentilis), rață mare (Anas platyrhynchos), fâsă-de-câmp (Anthus campestris), Aquila fasciata, buha (Bubo bubo), caprimulg (Caprimulgus europaeus), Certhia brachydactyla, șerpar (Circaetus gallicus), erete vânăt (Circus cyaneus), porumbel gulerat (Columba palumbus), presură de grădină (Emberiza hortulana), șoim de iarnă (Falco columbarius), șoim călător (Falco peregrinus), cinteză (Fringilla coelebs), ciocârlan (Galerida cristata), capîntortură (Jynx torquilla), Lanius meridionalis, ciocârlie de pădure (Lullula arborea), prigoare (Merops apiaster), muscar sur (Muscicapa striata), ciuf-pitic (Otus scops), pițigoi de brădet (Periparus ater), mărăcinar negru (Saxicola torquatus), turturică (Streptopelia turtur), silvie roșcată (Sylvia cantillans), silvie de tufiș (Sylvia undata), pănțărușul (Troglodytes troglodytes)
- mamifere (10): vidră de râu (Lutra lutra), liliac cu aripi lungi (Miniopterus schreibersii), liliac cu urechi mari (Myotis bechsteinii), liliac cu urechi de șoarece (Myotis blythii), liliac cu picioare lungi (Myotis capaccinii), liliac cărămiziu (Myotis emarginatus), liliac comun (Myotis myotis), liliacul mediteranean cu potcoavă (Rhinolophus euryale), liliacul mare cu potcoavă (Rhinolophus ferrumequinum), liliacul mic cu potcoavă (Rhinolophus hipposideros)
- nevertebrate (2): Austropotamobius pallipes, croitorul mare al stejarului (Cerambyx cerdo)
- reptile (1): Mauremys leprosa

Pe lângă speciile protejate, pe teritoriul sitului au mai fost identificate 4 specii de amfibieni, 9 specii de mamifere, 1 specie de pești.